# San Giacomo (Carlo Crivelli)
San Giacomo è un dipinto a tempera e oro su tavola (95x39 cm) di Carlo Crivelli, datato al 1472 e conservato nel Brooklyn Museum di New York. Faceva parte del Polittico del 1472.

## Storia
Il polittico, probabilmente in origine nella chiesa di San Domenico a Fermo, venne smembrato poco prima del 1834, e disperso sul mercato. San Giacomo passò per varie collezioni straniere: Fairfax Murray, C. A. Turner (Londra), Coleridge Kinnaird, F. Mason Perkin, Babbot. Da quest'ultima fu donato al museo di Brooklyn.

## Descrizione e stile
Su uno sfondo dorato elegantemente lavorato come un damasco, san Giacomo, ultimo pannello a sinistra del registro mediano, si sporge in avanti come per essere partecipe della contemplazione della Madonna col Bambino al centro del polittico. Riconoscibile per gli attributi del bordone e del cappello da pellegrino con la capasanta e altri ricordi di pellegrinaggi, tiene in mano un libro, nel quale affonda un dito come per tenere il segno della pagina. Nella sua figura spicca l'avanzata caratterizzazione fisiognomica nel viso, la forza quasi spropositata dei gesti delle mani, l'espressività dei piedi molto chiaroscurati, lo sbalzo del panneggio che acquista un'innaturale rilievo scultoreo, legandosi agli effetti similmente conseguiti in quegli anni dalla scuola ferrarese e dai colleghi padovani. Rispetto a tali scuole però il santo di Crivelli appare addolcito dalla morbida naturalezza della posa, dall'espressione serena e da alcuni dettagli soffici come la consistenza dei ricci nei capelli e nella barba del santo.